# A kör 0.: A születés
A kör 0.: A születés (リ ン グ 0: バ ー ス デ イRingu 0: Birthday) 2000-es japán horrorfilm, rendezője Norio Tsuruta. A film az 1998-as Kör eseményei előtt játszódik 30 évvel.
A film bemutatja, hogy vált Sadako Yamamura egy ártatlan, félénk diáklányból bosszúálló szellemmé.

## Cselekmény
Egy fiatal lány telefonon beszélget egy barátnőjével egy elátkozott videóról. A beszélgetésben felmerül egy régi kút témája, amiről a lány előző éjszaka álmodott. Bement az elhagyatott házba, ahol egy régi lépcső vezetett fel az emeletre. Fel akart menni, de úgy érezte, jobb ha nem teszi. A ház mögött sikított valaki, a lány kinézve egy férfit látott, aki meggyilkolt egy fiatal nőt, majd a kútba dobta.
1966-ban járunk. Soko Miyaji, egy riporternő válaszokat keres barátja rejtélyes halálára Sadako régi iskolájában. Sadako egykori tanára, Sudo elmeséli, milyen volt Sadako kislányként. Egyetlen furcsasága, hogy úszásórán soha nem ment be a tengerbe. Osztálytársait is figyelmeztette, ne menjenek be a vízbe. Akkor Sadakót kivéve minden gyerek a tengerbe fulladt. Sadako csak a félév közepéig járt oda, Dr. Ikuma később magával vitte.
Közben a 19 éves Sadako orvosa tanácsára csatlakozik egy színészcsoporthoz, ezzel is küzdve a rémálmai ellen. A csoportban nem mindenki fogadja el Sadakót. Egyesek furcsának találják, mások azonban egyfolytában egy kutat látnak mögötte. Egy próba alkalmával Toyama, a hangtechnikus egy furcsa csikorgást hall a háttérzene közben, ez alatt Aiko Hazuki, a főszereplő és egyben a rendező barátnője ismeretlen okokból meghal. A nő testét Kaoru találja meg. Shigemori, a rendező a körülmények ellenére megtartja a bemutatót, Aiko szerepére pedig Sadakót jelöli ki. Toyama és Sadako közel kerülnek egymáshoz, de Etsuko nem örül ennek, és figyelmezteti Toyamát, hogy maradjon távol Sadakótól.
Sudo felkeresi az irodájában Miyajit, hogy elmondja, egyszer személyesen is elment Sadakóhoz. Addigra Shizuko már nagyon furcsán viselkedett. Sudo furcsa zajokat hallott a padlásról, onnantól kezdve pedig mindig félt Sadako közelében. Volt amikor azon gondolkodott, vajon melyik Sadako volt aznap iskolában.
Etsuko többet akar tudni Sadakóról de az orvos nem hajlandó információt kiadni róla. Miyaji asszisztense talál egy szórólapot Shigemori előadásáról, ami pont Sadakóhoz juttatná őket. A színházban fotókat készítenek a lányról de Sadako ereje betöri a kamerát. A képeken olyan emberek jelennek meg, akik még Shizuko bemutatóján haltak meg, valamint Sadako mögött egy másik lány. Shigemori elbeszélget Sadakóval, miután eszébe jutott ki is volt Sadako anyja. Sadako tagadja a vádakat, miszerint Shizuko ölte volna meg az újságírót, majd Shigemori hirtelen ráeszmél, Sadako volt a tettes és megtámadja a lányt. Toyama közbelép és megöli Shigemorit, azonban maga is megsérül. Sadako meggyógyítja Toyamát egyetlen érintéssel, majd később ugyanígy egy mozgásképtelen beteget is lábra állít. Toyama meggyőzi Sadakót, ha vége a darabnak, elmennek innen.
A darabon Etsuko eltereli Toyama figyelmét és elindítja Miyaji felvételét, ami Shizuko bemutatóján készült. Sadako a hang hatására rémeket lát, többek közt az édesanyját, a bemutatón résztvevőket és elveszti az irányítást maga felett. Közben a többiek megtalálják Shigemori testét és Sadakóra fogják az egészet. Sadako akaratán kívül megöli az orvosát, a tömeg pánikszerűen menekül az épületből. Miyaji meglátja a színpadon Sadako gonosz énjét és a többiek után megy. Sadako próbál menekülni, de az öltözőben Toyamán kívül mind halálra verik. Miyaji késve érkezik és figyelmezteti a többieket, hogy ha a másik Sadakót nem ölik meg, mind meghalnak.
A társulat Sadako testével felkeresi Dr. Ikumát. Ikuma elmondja, hogy kezdetben csak egy Sadako volt, aki az anyjára hasonlított, de idővel lett egy másik Sadako is. Az utóbbit elzárva tartotta a padláson, a fejlődését drogokkal tartotta vissza. Kaorut megbízzák felügyelettel, a többiek pedig gonosz Sadakóra vadásznak. Kaoru egy időre elmegy, ami pont elég, hogy Sadako feléledjen és Toyamával megszöknek. Etsuko hiába védi őket, a csoport utánuk megy. Sadakót egy szikla szélén állva hatalmába keríti a másik Sadako, aki sorban végez a társasággal. Etsuko és Miyaji a házban öngyilkosok lesznek.
Dr. Ikuma hazaviszi Sadakót és látszólag nyugtatót ad neki. Sadako fuldokolni kezd és feltépve a falat, kimenekül a házból, de csak a kútig ér el. Ikuma egy baltával fejbe vágja Sadakót és bedobja a kútba. Sadako egy ágyon ébred, felette Toyamával de a szép álomból eszmélve ismét a kútban találja magát. A film Sadako kútba zárásával ér véget.

## Szereplők
| Szereplő             | Színész           | Magyar hang     | Leírás                                                        |
| -------------------- | ----------------- | --------------- | ------------------------------------------------------------- |
| Sadako Yamamura      | Yukie Nakama      | Roatis Andrea   | Az ártatlan diáklány, aki segítség hiányában lett gonosz.     |
| Hiroshi Toyama       | Seiichi Tanabe    | Hevér Gábor     | Sadako szerelme.                                              |
| Etsuko Tachihara     | Kumiko Aso        | Vadász Bea      | Toyama barátnője, végül elfogadja Sadako és Toyama szerelmét. |
| Dr. Heihachiro Ikuma | Daisuke Ban       | Rosta Sándor    | Sadako apja.                                                  |
| Soko Miyaji *        | Yoshiko Tanaka    | Törtei Tünde    | Riporternő, barátja halála miatt keresi Sadakot.              |
| Wataru Kuno          | Ryuji Mizukami    | Katona Zoltán   |                                                               |
| Yusaku Sigemori      | Takeshi Wakamatsu | Kárpáti Levente | Rendező, Aiko barátja, Toyama végez vele.                     |
| Aiko Hazuki          | Kaoru Okunuki     |                 | Színésznő és főszereplő, Sadako akaratán kívül megöli.        |
| Kaoru Arima          | Junko Takahata    | Németh Kriszta  | Színésznő.                                                    |
| Shizuko Yamamura     | Masako            |                 | Sadako anyja, aki évekkel ezelőtt öngyilkos lett.             |
| Sudo                 | Kazue Tsunogae    | Bessenyei Emma  | Sadako általános iskolai tanárnője.                           |

- A riporternő neve eredetileg Akiko Miyaji, a magyar szinkronban Soko néven mutatkozik be.

## Szinkronstáb
Magyar szöveg: Lovász Ágnes
Hangmérnök: Beke Tamás
Keverőhangmérnök: Földi Tamás
Rendezőasszisztens: Bauer Eszter
Vágó: Wünsch Attila
Gyártásvezető: Molnár Melinda
Szinkronrendező: Földi Tamás
Szinkronstúdió: Active Kommunikációs Kft.
Forgalmazó: Budapest Film